# Chattanahalli, Alur
Chattanahalli là một làng thuộc tehsil Alur, huyện Hassan, bang Karnataka, Ấn Độ.